# カルシウムシアナミド
カルシウムシアナミド (calcium cyanamide) とは、化学式 CaCN2 で表される、シアナミドのカルシウム塩である。白色石灰窒素（はくしょくせっかいちっそ）とも呼ばれる。石灰窒素の有効成分であり、肥料や農薬として用いられる場合があるものの、生物にとって有害なので取り扱いには注意を要する。

## 合成
カルシウムカーバイドと窒素分子を2気圧で加熱することで、カルシウムシアナミドが得られる。
{\displaystyle {\ce {CaC2\ + N2 -> CaCN2\ + C}}}
反応は以下のように進むと考えられている。なお、この反応を促進する目的で蛍石、つまり CaF2 を少量加える場合もある。この反応において蛍石は触媒として作用するが、一般的な触媒と違い、反応系内に残留しない。
{\displaystyle {\ce {CaC2\ +N2->CaC2\cdot N2}}}（吸着化合物）{\displaystyle {\ce {-> Ca(CN)2 -> CaCN2\ + C}}}
この反応は発熱的であるため、一度開始させれば完了するまで自発的に進む。ただし、上記の方法では、反応式から明らかなようにカルシウムシアナミドと炭素粉の混合物になってしまう。純粋なカルシウムシアナミドは常温常圧で白色の固体だが、上記の反応で得た場合は、不純物の炭素粉のために、常温常圧で灰色や黒色の固体である。
純粋なカルシウムシアナミドは、以下の高温固相-気相反応によって製造される。
{\displaystyle {\ce {CaCO3\ + 2NH3 -> CaCN2\ + 3H2O}}}
この反応は実験室規模では可能であるものの、工業的には行われていない。なお、左側に進む逆反応を利用してかつてアンモニアを製造していた。